# Aurières
Aurières é uma comuna francesa na região administrativa de Auvérnia-Ródano-Alpes, no departamento Puy-de-Dôme. Estende-se por uma área de 11,17 km². Em 2010 a comuna tinha 358 habitantes (densidade: 32,1 hab./km²).